# Heliconia estiletioides
Heliconia estiletioides là một loài thực vật có hoa trong họ Heliconiaceae. Loài này được Abalo & G.Morales mô tả khoa học đầu tiên năm 1982.